# Bundesautobahn 11
Bundesautobahn 11 (em português: Auto-estrada Federal 11) ou A 11, é uma auto-estrada na Alemanha.
A Bundesautobahn 11 tem 112 km de comprimento.

## Estados
Estados percorridos por esta auto-estrada:
- Mecklemburgo-Pomerânia Ocidental
- Brandemburgo